# ディー・エル・イー
株式会社ディー・エル・イー（英: DLE Inc.）は、アニメーション・実写・CG等の映像コンテンツ及び音楽・出版物の企画・製作・販売・配信・輸出入などを主な事業とする日本の企業。朝日放送グループホールディングスの持分法適用関連会社。
社名は「Dream Link Entertainment」（和訳：夢をつなぐエンタテインメント企業）を略したもの。

## 歴史

旧ロゴ（ - 2025年4月1日）

2001年、ソニー海外事業部出身の椎木隆太が東京都千代田区三番町5番14号に「有限会社パサニア」として設立した映像コンテンツ制作会社である。2003年に「株式会社ディー・エル・イー」に改組・商号変更した。2005年には、アメリカの玩具会社であるハズブロ社と資本・業務提携し、それに伴い増資、Flashスタジオを設立。また、2011年中をめどに台湾証券取引所に上場申請すると報じられた。
同社には蛙男商会等のFlash職人が多数所属しており、映像コンテンツ制作事業と並行してそれら社内クリエーターが制作するFlashアニメーションを駆使したクロスメディア・コンサルティング、プロモーションをしている。
2006年、アニメーション制作会社のムークアニメーションと資本提携をしていた が、2008年に解消している。
2008年より静岡放送とのキャラクターソング番組をきっかけに、テレビ東京、毎日放送等のメディアと組んだキャラクター開発・育成ビジネスを開始し、「パンパカパンツ」、「ピチ高野球部」、「かよえ!チュー学」などの地方発の作品を生み出している。
2009年4月より、フランスのTV局「NO LIFE」上で、日本ポップカルチャー情報番組「KIRA KIRA JAPON」を放映しており、クールジャパンの新しいスタイルの宣伝活動として注目されている。
2014年3月、東京証券取引所の新興企業向け市場であるマザーズに上場。2016年4月には東証第一部に市場変更した。
2015年6月、知財ファインドより東京ガールズコレクションの商標を8億円で取得したが、2019年6月20日付で、運営会社である株式会社W TOKYOの株式を譲渡。連結を解消した。
2016年10月、音楽レーベル「術ノ穴」で音楽事業に参入。DLE内の音楽部門としたが、2019年3月20日に株式会社ササクレクトを設立し、独立した。
2017年8月、東映・東映アニメーション音楽出版と合弁でオリジナルコンテンツの企画・開発・プロデュース会社、コヨーテ株式会社を設立 したが、2019年3月に合弁を解消した。
2019年5月10日、朝日放送グループホールディングスを引受先とした第三者割当増資および同社との業務資本提携の締結を発表、同月29日付で朝日放送グループホールディングスが発行済み株式51.96%を保有する筆頭株主となったと同時に、ディー・エル・イーは朝日放送グループホールディングスの連結子会社となった。同年9月20日付で勝山倫也朝日放送ラジオ社長が新社長に就任し、社長であった椎木隆太は後述の不祥事における経営責任を取る形で代表権を返上した。
2024年5月、親会社である朝日放送グループホールディングスが株式の一部を売却し、保有株の比率が51.75%から49.75%に低下。同社の連結子会社から持分法適用関連会社となる。
2025年4月1日、コーポレートロゴをリニューアル。同年6月23日、小野亮が代表取締役に就任。同年8月14日、ちゅらっぷすの全株式を代表取締役の中山法夫を含めた5名に1000万円で譲渡するとともに、ちゅらっぷすへの貸付金1億5000万円（総額）を放棄することを発表。これに伴いちゅらっぷすはディー・エル・イーの特定子会社より外れる。

## 主な制作作品

### テレビアニメ

#### 2000年代
| 開始年 | 放送期間         | タイトル                             | 備考                    |
| ------ | ---------------- | ------------------------------------ | ----------------------- |
| 2005年 | N/A              | トランスフォーマー・サイバートロン   |                         |
| 2006年 | N/A              | GI JOE・サイバー6                    |                         |
| 2006年 | 7月 - 2007年6月  | 出ましたっ!パワパフガールズZ         |                         |
| 2006年 | 4月 - 6月        | THE FROGMAN SHOW                     |                         |
| 2006年 | N/A              | 筑紫哲也 NEWS23 蛙男劇場             |                         |
| 2007年 | N/A              | ファイテンション☆デパート            |                         |
| 2007年 | N/A              | レオナルド博士とキリン村のなかまたち | 共同制作:日本トイザらス |
| 2007年 | N/A              | ファイテンション☆スクール            |                         |
| 2007年 | 8月              | 蛙男商会のホラーナイト               |                         |
| 2008年 | N/A              | ファイテンション☆テレビ              |                         |
| 2008年 | 4月 - 9月        | いつもワガママガマ王子               |                         |
| 2008年 | 放送中           | みんなでうたおうキャラクターソング   | 「パンパカパンツ」など  |
| 2009年 | 1月 - 8月        | 京浜家族                             |                         |
| 2009年 | 放送中           | KIRA KIRA JAPON                      |                         |
| 2009年 | 10月 - 2010年3月 | ネクストプリンセス                   |                         |
| 2009年 | 10月 - 12月      | 秘密結社鷹の爪 カウントダウン        |                         |
| 2009年 | N/A              | もえろ!バッカルコーン                | -2010年                 |

#### 2010年代
| 開始年 | 放送期間          | タイトル                                                    | 備考                                                                   |
| ------ | ----------------- | ----------------------------------------------------------- | ---------------------------------------------------------------------- |
| 2010年 | 2月 -             | ピチ高野球部                                                | 共同制作:電通                                                          |
| 2010年 | N/A               | DLE HOUR                                                    |                                                                        |
| 2010年 | 放送中            | キャラモニプロジェクト                                      | 「ぬいぐるみのラパン」など                                             |
| 2010年 | 8月 - 10月        | モンハン日記 ぎりぎりアイルー村 ☆アイルー危機一髪☆          |                                                                        |
| 2010年 | 10月 - 2015年12月 | へんしん!!じゃがポテ仮面                                    |                                                                        |
| 2010年 | 放送中            | TSCキャラクターソングプロジェクト                           | 「プッとべ!プ〜ドル」                                                  |
| 2010年 | 放送中            | ユニキャラプロジェクト                                      | 「たまこちゃんとコックボー」「貝がらブラッコ」など                     |
| 2010年 | 12月 - 2011年2月  | 這いよる! ニャルアニ リメンバー・マイ・ラブ（クラフト先生） | DLE HOUR内                                                             |
| 2011年 | 4月 - 9月         | ユルアニ?                                                   |                                                                        |
| 2011年 | 放送中            | キャラうた製作委員会                                        | 「ごはんかいじゅうパップ」など                                         |
| 2011年 | 6月 - 2014年3月   | かよえ!チュー学                                             |                                                                        |
| 2011年 | 7月 - 9月         | モンハン日記 ぎりぎりアイルー村G                            |                                                                        |
| 2011年 | 11月 - 2012年1月  | HIGH SCORE                                                  |                                                                        |
| 2011年 | N/A               | やきゅとも                                                  |                                                                        |
| 2012年 | N/A               | 秘密結社鷹の爪外伝 むかしの吉田くん                         |                                                                        |
| 2012年 | 1月               | テルマエ・ロマエ                                            |                                                                        |
| 2012年 | 4月 - 2013年3月   | 秘密結社鷹の爪NEO                                           |                                                                        |
| 2013年 | 4月               | ガラスの仮面ですが                                          |                                                                        |
| 2013年 | -2014年           | ゴゴスマアニメ                                              | 「ラビトル」など                                                       |
| 2013年 | 4月 - 2014年3月   | 秘密結社鷹の爪MAX                                           |                                                                        |
| 2013年 | 4月 - 7月         | ガラスの仮面ですがZ                                         |                                                                        |
| 2013年 | 4月 - 12月        | みにヴぁん                                                  |                                                                        |
| 2013年 | 7月 - 12月        | にゅるにゅる!!KAKUSENくん                                   |                                                                        |
| 2013年 | 7月 - 9月         | 犬とハサミは使いよう                                        | 製作 アニメーション制作:GONZO                                          |
| 2013年 | 9月 - 2014年1月   | ANISAVA                                                     |                                                                        |
| 2013年 | N/A               | いろっくま                                                  |                                                                        |
| 2013年 | N/A               | 世界行ってみてるヒトはこんなヒトだった!?                    |                                                                        |
| 2014年 | N/A               | 地下すぎアイドルあかえちゃん                                |                                                                        |
| 2014年 | 4月 - 7月         | 監督不行届                                                  |                                                                        |
| 2014年 | 4月 - 2015年3月   | 秘密結社鷹の爪EX                                            |                                                                        |
| 2014年 | N/A               | ゆるがろ                                                    |                                                                        |
| 2015年 | 1月 - 3月         | キュートランスフォーマー 帰ってきたコンボイの謎             |                                                                        |
| 2015年 | 1月 - 6月         | ぱんきす!2次元                                              |                                                                        |
| 2015年 | 4月 - 2016年3月   | 秘密結社鷹の爪DO                                            |                                                                        |
| 2015年 | 4月 - 10月        | パンパカパンツ おNEW!                                       |                                                                        |
| 2015年 | 4月 - 6月         | にゅるにゅる!!KAKUSENくん2期                                |                                                                        |
| 2015年 | N/A               | ブーブーボーイ                                              |                                                                        |
| 2015年 | N/A               | 金夜、安部礼司 〜平均的サラリーマンの異常な日常〜           |                                                                        |
| 2015年 | 7月 - 10月        | キュートランスフォーマー さらなる人気者への道               |                                                                        |
| 2015年 | 7月 - 9月         | 怪獣酒場 カンパーイ!                                        |                                                                        |
| 2015年 | 7月 - 9月         | それが声優!                                                 | 製作協力 アニメーション制作:GONZO                                      |
| 2015年 | 10月 - 2016年3月  | いとしのムーコ                                              |                                                                        |
| 2016年 | 1月 - 3月         | 生誕20周年記念 ビーストウォーズ復活祭への道                 |                                                                        |
| 2016年 | 1月 - 3月         | 蒼の彼方のフォーリズム                                      | 製作 アニメーション制作:GONZO                                          |
| 2016年 | 4月 - 10月        | パンパカパンツ WおNEW!                                      |                                                                        |
| 2016年 | 4月 - 2019年3月   | 朝だよ!貝社員                                               |                                                                        |
| 2016年 | 4月 - 6月         | 薄桜鬼 〜御伽草子〜                                         |                                                                        |
| 2016年 | 5月 - 6月         | それいけ!サブイボマスク                                     |                                                                        |
| 2016年 | 9月2日            | やさ村やさしのやさしい世界                                  |                                                                        |
| 2016年 | 10月 - 12月       | ペペペペン議員                                              |                                                                        |
| 2016年 | 10月 - 12月       | 3ねんDぐみ ガラスの仮面                                     |                                                                        |
| 2017年 | 1月 - 3月         | 超・少年探偵団NEO                                           |                                                                        |
| 2017年 | 1月 - 3月         | AKIBA'S TRIP -THE ANIMATION-                                | 製作 アニメーション制作:GONZO                                          |
| 2017年 | 4月 -             | パンパカパンツ おNEWさん                                    |                                                                        |
| 2017年 | 7月 - 9月         | キャッチーくんのナイスキャッチ!                             |                                                                        |
| 2017年 | 8月 - 9月         | ピコ太郎のララバイラーラバイ                                |                                                                        |
| 2017年 | N/A               | ゆりさん世界                                                |                                                                        |
| 2017年 | 9月 -             | ヨーデルの女                                                |                                                                        |
| 2017年 | 10月 - 2018年3月  | 俺たちゃ妖怪人間                                            |                                                                        |
| 2017年 | 11月10日          | アニ×パラ あなたのヒーローは誰ですか 第2弾 パラ陸上競技     |                                                                        |
| 2018年 | 4月 - 9月         | 若おかみは小学生!                                           | 音楽制作・アニメーション制作統括、製作 アニメーション制作:マッドハウス |
| 2018年 | 4月 - 9月         | 俺たちゃ妖怪人間G                                           |                                                                        |
| 2018年 | 4月 - 9月         | かくりよの宿飯                                              | 製作 アニメーション制作:GONZO                                          |
| 2018年 | 10月 - 12月       | ガイコツ書店員 本田さん                                     |                                                                        |
| 2019年 | 10月 - 2020年3月  | 耐え子の日常                                                |                                                                        |
| 2019年 | 11月‐2020年5月    | むかしケイバなし                                            |                                                                        |

#### 2020年代
| 開始年 | 放送期間    | タイトル                                                       |
| ------ | ----------- | -------------------------------------------------------------- |
| 2020年 | 7月 - 12月  | 耐え子の日常（第2期）                                          |
| 2020年 | 10月 - 12月 | 秘密結社鷹の爪 ゴールデンスペル                                |
| 2021年 | 5月         | 猫ジョッキー                                                   |
| 2021年 | 10月        | 吉田勝子のヤバイわ!SDGs 〜荒ぶる!トラブル!サステナブル!〜      |
| 2021年 | 11月        | 猫ジョッキー（シーズン2）                                      |
| 2022年 | 5月         | ドラ馬チック脳内                                               |
| 2022年 | 9月         | 吉田勝子のさりとて暮らしのSDGs                                 |
| 2022年 | 10月 - 12月 | ヒューマンバグ大学 -不死学部不幸学科-                          |
| 2022年 | 12月        | Fate/Grand Order 藤丸立香はわからない 年末スペシャル           |
| 2023年 | 12月        | Fate/Grand Order 藤丸立香はわからない 〜大忘年お楽しみ会2023〜 |
| 2025年 | 10月 -      | 野原ひろし 昼メシの流儀                                        |

### 劇場アニメ
| 公開年 | タイトル                                                          | 共同制作     |
| ------ | ----------------------------------------------------------------- | ------------ |
| 2007年 | 秘密結社 鷹の爪 THE MOVIE 〜総統は二度死ぬ〜                      |              |
| 2007年 | 古墳ギャルのCoffy 〜桶狭間の戦い〜                                |              |
| 2008年 | 秘密結社 鷹の爪 THE MOVIE II〜私を愛した黒烏龍茶〜                |              |
| 2008年 | 古墳ギャルのCoffy〜12人と怒れる古墳たち                           |              |
| 2008年 | 菅井君と家族石 THE MOVIE                                          |              |
| 2009年 | ピューと吹く!ジャガーTHE MOVIE                                    |              |
| 2010年 | 秘密結社 鷹の爪 THE MOVIE 3〜http://鷹の爪.jpは永遠に             |              |
| 2011年 | ハイブリッド刑事                                                  |              |
| 2013年 | ガラスの仮面ですが THE MOVIE 女スパイの恋! 紫のバラは危険な香り!? |              |
| 2013年 | 鷹の爪GO〜美しきエリエール消臭プラス〜                            |              |
| 2014年 | 鷹の爪7〜女王陛下のジョブーブ〜                                   |              |
| 2014年 | Go!Go!家電男子 THE MOVIE アフレコパニック                         |              |
| 2014年 | えいがパンパカパンツ バナナン王国の秘宝                           |              |
| 2014年 | ごはんかいじゅうパップ おいC〜海外旅行へん                        |              |
| 2015年 | たまこちゃんとコックボー                                          |              |
| 2015年 | 天才バカヴォン〜蘇るフランダースの犬〜                            |              |
| 2016年 | 鷹の爪8 吉田くんの×（バッテン）ファイル                           |              |
| 2017年 | DCスーパーヒーローズvs鷹の爪団                                    |              |
| 2018年 | 若おかみは小学生!                                                 | マッドハウス |

### OVA
| 発売年 | タイトル                                       |
| ------ | ---------------------------------------------- |
| 2009年 | 這いよる!ニャルアニ                            |
| 2012年 | ルパンしゃんしぇい                             |
| 2013年 | 秘密結社鷹の爪 鷹の爪シックス 〜島根は奴らだ〜 |
| 2015年 | 山賊ダイアリー                                 |

### Webアニメ
| 配信年 | タイトル                                                                                    | 備考                                                                                      |
| ------ | ------------------------------------------------------------------------------------------- | ----------------------------------------------------------------------------------------- |
| 2009年 | 伝染るんです。                                                                              |                                                                                           |
| 2009年 | アセロラちゃん                                                                              |                                                                                           |
| 2009年 | リカちゃんと魔法の国                                                                        |                                                                                           |
| 2009年 | 眠眠打破マン                                                                                |                                                                                           |
| 2012年 | ネオジェンヌのホンデDEガールズトーク                                                        |                                                                                           |
| 2012年 | 秘密結社鷹の爪.jp                                                                           | -2014年                                                                                   |
| 2012年 | クレムリン                                                                                  |                                                                                           |
| 2013年 | バカ・ミゼラブル                                                                            |                                                                                           |
| 2013年 | Go!Go!家電男子                                                                              |                                                                                           |
| 2013年 | だーよしPプロデュース あしたのジョブーブ                                                    |                                                                                           |
| 2013年 | こぐまの自転車マナー教室                                                                    |                                                                                           |
| 2014年 | チャンネル5.5「金田一少年の事件簿」「攻殻機動隊」「のだめカンタービレ」「ベルサイユのばら」 |                                                                                           |
| 2014年 | かなかなかぞく                                                                              |                                                                                           |
| 2015年 | おにくだいすき!ゼウシくん                                                                   |                                                                                           |
| 2015年 | 極道酒場でんでん〜極道大戦争外伝〜                                                          |                                                                                           |
| 2015年 | 龍三と七人の子分たち                                                                        |                                                                                           |
| 2016年 | 秘密結社鷹の爪GT                                                                            |                                                                                           |
| 2017年 | ぬいぬい日昇三兄弟                                                                          |                                                                                           |
| 2017年 | 変形少女                                                                                    |                                                                                           |
| 2018年 | ソードガイ The Animation                                                                    | アニメーションプロデュース（共同:Production I.G） アニメーション制作:ランドック・スタジオ |
| 2019年 | むぎゅっと！ブラッククローバー                                                              |                                                                                           |
| 2019年 | デラックスだよ!貝社員                                                                       |                                                                                           |
| 2020年 | 発明王 ニバン・センジ                                                                       |                                                                                           |
| 2022年 | 世界の終わりに柴犬と                                                                        |                                                                                           |
| 2023年 | Fate/Grand Order 藤丸立香はわからない                                                       | -2025年                                                                                   |
| 2023年 | タイムスリップ島耕作                                                                        |                                                                                           |
| 2023年 | 魁!!令和の男塾                                                                              |                                                                                           |
| 2024年 | ど根性ガエルやねん                                                                          |                                                                                           |
| 2024年 | 夜桜さんちのミニ作戦                                                                        |                                                                                           |
| 2024年 | どこでもマキバオー                                                                          |                                                                                           |
| 2024年 | アルプスの老人ハイジのおじいさん                                                            |                                                                                           |

### テレビ・コマーシャル
- サントリー「カクタスX CM」
- 日本トイザらス「レオナルド博士とキリン村の仲間たちCMシリーズ」
- タカラトミー「ロコボCM」
- 三井製糖「かくざ父さんCM」
- 常盤薬品「眠眠打破CM」
- SUNTORY「番組非提供による 勝手CMシリーズ」
- 東宝「鷹の爪カウントダウン DVD CM」
- JPRS「鷹の爪カウントダウン .JP」
- スズキ「パレットSW×RBR×青山テルマ」
- 東京新聞「RBR×東京新聞」
- 城南建設「RBR×住宅情報館」
- 中部電力「働け!吉田くん」
- メ〜テレ「モリのバンピーノ」
- JA全農「おにくだいすき!ゼウシくん」
- ヤマヒサ petio「リモナイトラボ」「ササミ巻き」

ほか

### 実写映画
| 公開年 | タイトル                       |
| ------ | ------------------------------ |
| 2016年 | サブイボマスク                 |
| 2016年 | 珍遊記                         |
| 2016年 | 蜜のあわれ                     |
| 2016年 | 女子高                         |
| 2016年 | ディストラクション・ベイビーズ |
| 2016年 | リリカルスクールの未知との遭遇 |
| 2016年 | 古都                           |
| 2016年 | ぼくのおじさん                 |
| 2017年 | はらはらなのか。               |
| 2017年 | 笑う招き猫                     |

### その他
| 年      | タイトル                                                             | 備考                                                          |
| ------- | -------------------------------------------------------------------- | ------------------------------------------------------------- |
| 2010年  | あけまして鷹の爪! -DLE HOUR プレミアム-                              |                                                               |
| 2010年  | 椎木社長の肉声が聞ける！講演会「ヂカギキ 」                          | 3月23日                                                       |
| 2010年  | 島津斉彬と私                                                         | 尚古集成館館内映像                                            |
| 2012年- | 鷹の爪団の世界征服ラヂヲ                                             | TOKYO FM                                                      |
| 2013年  | 鷹の爪団の楽しいテレビ                                               | -2014年、Twellv                                               |
| 2013年  | ぺぺぺい ぺぺぺい!うれしっぺい!                                      | 磐田市                                                        |
| 2013年  | ぴったらず                                                           | ティ・ジョイ                                                  |
| 2014年  | フーリン&カザーン                                                    | 甲府市                                                        |
| 2014年  | ブル男                                                               | 日刊スポーツ新聞社                                            |
| 2015年  | キャラクターバトルクラブ                                             | TOHOシネマズ、「貝社員」など                                  |
| 2015年  | マメ蔵                                                               | 映画チャンネルNECO                                            |
| 2016年  | はみだしコロコロ                                                     | 月刊コロコロコミック                                          |
| 2018年  | 斉木楠雄のΨ難 妄想暴走 Ψキックバトル                                 | スマホゲームアプリ                                            |
| 2020年  | 痛いのは嫌なので防御力に極振りしたいと思います。〜らいんうぉーず！〜 | スマートフォンゲーム、配信、開発元:ちゅらっぷす、ディ・テクノ |

## 蛙男商会
蛙男商会（かえるおとこしょうかい）は、FROGMAN（小野亮）が主宰するDLEのAdobe Flashアニメレーベル。

### 概要（蛙男商会）
元々は実写のショートコンテンツを中心とした映像制作レーベルである。後にMacromedia Flash（現Adobe Flash）を使用してWEBアニメーション制作を始める。脚本・監督・作画・声優のほとんどを一人でこなしている。また複数の作品で同じキャラクターが登場する使いまわしの採用により結果、作品の量産化を可能にした。ドングリソフト（dongly soft）の一ブランドを経て2006年2月14日に株式会社を設立し、FROGMANは代表取締役会長に就任した（社長はDLEの椎木隆太が兼任）。現在は株式会社ではなくなり、DLEの社内ブランドという位置付けとなっている。2013年頃からはFROGMANとの名義の混同を避けるため使用をやめている。
現在もウェブサイトでFlashを使用して作成したアニメ作品を公開している。
作品は家族愛を前面に押し出ししつつもギャグ、パロディ、グロテスクなものが多いのが特徴。作品によっては人情色やホラー色、風刺色が強い物もある。
2006年4月から同年6月まで、新作「秘密結社鷹の爪」と代表作「古墳GALのコフィー」の2本立ての『THE FROGMAN SHOW』がテレビ朝日系で放送された。
また、2006年6月より2009年3月までTBS系番組『NEWS23』の中のコーナーとして、「NEWS23 蛙男劇場」が隔週金曜日放送された。内容は主に時事問題を風刺したものである。
放映終了後2か月後、DVDの発売記念として、2006年8月26日よりTOHOシネマズ六本木ヒルズで一気見上映のイベント「ギヒルズ・ナイト」を開催。2006年9月1日より「なんばナイト」を開催。
2007年3月17日より、蛙男商会初の劇場アニメ『秘密結社 鷹の爪 THE MOVIE 〜総統は二度死ぬ〜』がTOHOシネマズ系列で公開。
2007年7月7日からテレビ東京系で放送された『ファイテンション☆スクール』および2008年4月の『ファイテンション☆テレビ』で、子供にも認知度を上げた。
2008年2月16日より、蛙男商会劇場アニメ第2弾『菅井君と家族石 THE MOVIE』がTOHOシネマズ系列で公開。
2008年5月24日より、蛙男商会劇場アニメ第3弾『秘密結社 鷹の爪 THE MOVIE2 〜私を愛した黒烏龍茶〜』がTOHOシネマズ六本木で先行ロードショーした。そのあと5月31日より、無理なく計画的にTOHOシネマズ系列で公開された。これらの上映を先駆け、TOHOシネマズ六本木ヒルズで、世界最速上映のイベント『ギヒルズ・ゴールデンナイト』を5月22日より開催した。9月20日にTOHOシネマズなんばにてTOHOシネマズなんば2周年特別企画として蛙男商会の映画祭のイベント『なんばナイト2008』が開催された。トークショー第1部では吉田くんの名前の由来やフィリップの誕生秘話などの貴重な話があったもの、第2部では「やっちゃった」と題して、これまで過去に制作したもののお蔵入りとなった映像・危険な映像などが特別に公開され、第3部ではTOHOシネマズマナームービー第3弾の初出しと新作映画の発表があった。
前述の『菅井君と家族石 THE MOVIE』以降のほとんどの作品にMBSが関与しているため、MBSとの結びつきも多い。特に2009年10月開始の『秘密結社鷹の爪 カウントダウン』（テレビ朝日系）では、本来の系列局である朝日放送を差し置いて、テレビ朝日のアニメ番組を約34年半ぶりにネットしている。これは同番組の製作に、MBSが出資している映画『秘密結社鷹の爪 THE MOVIE3〜http://鷹の爪.jpは永遠に〜』の製作委員会が関わっているためである。
2011年1月22日には日本初、完全無料映画『ハイブリッド刑事』が公開された。それに先立ってTOHOシネマズ六本木ヒルズ、TOHOシネマズなんば、TOHOシネマズ名古屋ではプレミアイベントが開催され『ハイブリッド刑事』の先行上映のほか、『秘密結社鷹の爪THE MOVIE5 ネーミングライツ受付中（仮）』のシナリオ朗読と特報映像が流された。

### 主な制作作品（蛙男商会）
- 菅井君と家族石 2004年
- 古墳GALのコフィー
  - 古墳ギャルのコフィー キャンパスライフ 2005年
- 秘密結社鷹の爪シリーズ 2006年 - 
  - 秘密結社鷹の爪 カウントダウン 2009年
  - ハイブリッド刑事
  - 秘密結社鷹の爪 NEO 2012年
  - 秘密結社鷹の爪.jp - NEOの放送に合わせて、ネットのみで展開
  - 秘密結社鷹の爪 EX
  - 秘密結社鷹の爪 DO
- NEWS23 蛙男劇場
- 雨が嫌いな男の話
- 宇宙食堂味よし
- 社長と私
- 墳丘墓サラリーマン ダニエル
- 3年B組桶狭間先生
- 山陰国盗り物語
- 部長ハシビロ耕作
- 微生物侍
- 土管くんシリーズ
  - 電脳戦士 土管くん
  - 進め!!土管くん
  - たたかえ!!土管くん
  - とびだせ!土管くん
- 蛙男商会のホラーナイト
- THE FROGMAN SHOW（蛙男劇場）
- 秘密結社鷹の爪団 独立愚連広報部 フラッシュアニメ課 - SPA!にて掲載
- Mr.パスカルの報告書 - SPA!にて掲載
- めがね番長
- 『島根は鳥取の左側です!』（島根県『知名度がない県日本一』脱出キャンペーン・プロモTシャツ）
- 京浜家族 2009年
- 働け!吉田くん 2010年
- ユルアニ?内
  - 週刊シマコー
  - その時、シマコーが動いた!
  - 汐留ケーブルテレビ

#### 他原作作品（蛙男商会）
- ピューと吹く!ジャガー（週刊少年ジャンプで連載中の同名作品のアニメ版）
  - ピューと吹く!ジャガー リターン・オブ・約1年ぶり
  - ピューと吹く!ジャガー 〜いま、吹きにゆきます〜
- ルパンしゃんしぇい
- 天才バカボン - 2009年8月26日から9月7日にかけて東京・松屋銀座で開催された「赤塚不二夫展 ギャグで駆け抜けた1972年のイベント」で時事ネタをしたflashアニメ『となりの天才ヴァカボン』を製作。2015年5月23日にはバカボン初の長編映画『天才バカヴォン〜蘇るフランダースの犬〜』が公開。

#### CM制作・プロモーション・コラボレーション（蛙男商会）
鷹の爪団とのコラボレーションは秘密結社鷹の爪#鷹の爪団と各種コラボレーションで扱う
- 松江SATY東宝 - 公式サイトのアニメを製作。
- 筑紫哲也 NEWS23 - 「NEWS23 蛙男劇場」コーナーを担当。
- SEX MACHINEGUNS - シングル「サスペンス劇場」のCMを製作。
- リクナビ - 企業向けガイダンスCMを担当。
- 大山国際スキー場 - 公式サイトのプロモーションを担当。
- カリート - FROGMANがプロデュースしたアーティスト。
- 萬Z(量産型) - 楽曲『霊峰マウンテン』のPVをFROGMANが担当。後にFROGMANのアニメ『THE FROGMAN SHOW』の音楽を手がける人物。
- サントリー・ビンゴボンゴ - 公式サイトにて「ビンゴボンゴ×蛙男商会コラボレーションムービー」を担当。
- LIAR GAME - 第8話でナオが計画を説明する際に登場する図を製作。「フラッシュ」とクレジットされている。
- トップランナー - オープニング映像を製作。
- 常盤薬品工業 - 同社が発売する清涼飲料水「眠眠打破」（みんみんだは）のCMを製作。メインキャラクターは「眠眠打破マン」で決め台詞は「ダッハー!」。後に『京浜家族』に登場。
- 水曜どうでしょう - 番組DVD11弾のCI映像を制作。嬉野雅道ディレクター、onちゃんがFlash化。
- 中部電力／NIVEA FOR MEN／NEC 3D対応パソコン - 『働け!吉田くん』とコラボして、各商品について学ぶWebアニメーションを配信。
- RAILWAYS 49歳で電車の運転士になった男の物語 - 映画の主題である一畑電車をパンフレット内で紹介。
- 渾身 - 美術協力として映画に参加。
- 監督不行届 - アニメ版にFROGMANが「ハイパーメディアエグゼクティブディレクター」の肩書きで参加。

### 賞歴（蛙男商会）
- shockwave AWARD2004 審査員賞
- G-creators2004グランプリ 大賞
- ネットランナー 脳内洗浄ムービー Flash部門金賞

## 不祥事

### 粉飾決算事件
2018年9月に、過去の財務諸表又は連結財務諸表に会計上の懸念があることから、第三者委員会の設置および第17期定時株主総会の延期を発表。東京証券取引所は内部管理体制の改善が見られないことから2018年12月28日付でディー・エル・イーを特設注意市場銘柄に指定した。2019年2月13日、証券取引等監視委員会はディー・エル・イーが映像制作に関する架空の売り上げを計上するなど、2018年までの4年間で約23億円の売り上げに関する有価証券報告書への虚偽記載（粉飾決算）があったとして、1億3540万円の課徴金納付を命じるよう金融庁に勧告した。2019年4月19日に金融庁から課徴金1億3540万円の納付命令を受けた。
内部管理体制などが改善されたとして、東京証券取引所は2020年2月22日に、特設注意市場銘柄の指定を解除した。

## 関連人物

### 役員
2025年5月現在。
代表取締役社長執行役員CEO
- 星秀雄

取締役
- 椎木隆太（創業者・執行役員COO・CIO）
- 西出将之
- 渡瀬ひろみ
- 奥原淳（監査等委員）
- 山岸洋一（監査等委員）
- 村上斐子（監査等委員）

執行役員
- 小野亮（CCO）
- 砂長義和（CHRO）

### クリエイター
- FROGMAN（小野亮・執行役員CCO、蛙男商会代表）
- 鈴木隆輔
- まんきゅう
- 春日森春木
- べんぴねこ
- 大宮一仁
- 山脇光太郎
- 中野守
- はたしょう二
- manzo - 多くの作品で劇伴を担当

### 制作
- 戸田和宏（元取締役、後のギャザリング創業者、ギャザリングホールディングス代表取締役CEO）
- 遠藤純一（後のPie in the skyCEO）

### その他
- 上野アサ
- 相沢舞
- 坂本頼光
- 椎木里佳

### 朝日放送グループ
- 朝日放送グループホールディングス - 親会社
  - ABCアニメーション - 上記企業の傘下であるアニメ事業会社
  - SILVER LINK. - アニメ制作会社、2020年10月に朝日放送グループ傘下入り。

### 同社スタッフ・OBが独立・起業した会社
- ギャザリング - 取締役を務めた戸田和宏が2009年に設立[33]。2022年付でギャザリングホールディングスに吸収合併され解散[34]。
- Pie in the sky - プロデューサーを務めた遠藤純一が新海岳人と共に2013年に設立[35]。

### その他
- ユニキャラプロジェクト
- スキマノアニメ
- Adobe Flash
- 東京ガールズコレクション
- 3歳シリーズ
- ファイテンション☆デパート
- ファイテンション☆スクール
- テレビ朝日
- 毎日放送
- 静岡放送
- 日本テレビ
- 渾身 KON-SHIN - 美術協力
- アニメ制作会社一覧